# Francesco Mulè

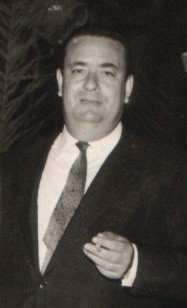
Francesco Mulè

Francesco Mulè (* 3. Dezember 1926 in Rom; † 4. November 1984 ebenda) war ein italienischer Schauspieler.

## Leben
Mulè ist der Sohn des Komponisten und Direktors der Accademia di Santa Cecilia, Giuseppe Mulè. Nach dem Besuch der Accademia d'Arte Drammatica debütierte er 1953 in Die Sonne in den Augen (Il sole negli occhi) beim Film. Auf der Bühne zeigte er in Senza Reter erstmals sein Talent für komische Stoffe, in denen er in der Folgezeit bekannt wurde. Weitere Publikumserfolge erzielte er mit seinen Fernsehauftritten, wo er neben Shows auch von 1968 bis 1973 eine Reihe von berühmten Werbespots neben Solvi Stübing als Verdurstender in der Wüste für die Biermarke Birra Peroni drehte. Seine Filmauftritte blieben auf komische Nebenrollen beschränkt.

## Filmografie (Auswahl)
- 1953: Die Sonne in den Augen (Il sole negli occhi)
- 1967: Der Keuschheitsgürtel (La cintura di castità)
- 1967: Ric e Gian alla conquista del West
- 1970: Als die Frauen noch Schwänze hatten (Quando le donne avevano la coda)
- 1976: Politess im Sitten-Stress (La poliziotta fa carriera)
- 1979: La supplente va in città